# 北太平洋區艦隊
北太平洋區艦隊（俄语：Северная Тихоокеанская военная флотилия）是蘇聯海軍於1939年8月成立的一支區艦隊，其主要任務為保護鄂霍次克海與韃靼海峽的交通線，司令部為蘇維埃港，另有、尼古拉耶夫斯克和德卡斯特里作為基地，參加過1945年蘇日戰爭中進攻南薩哈林島與佔領南千島群島的行動。
1945年8月時有「熱閃電號」巡邏艦、10掃雷艇、15艘潛艇、13艘魚雷艇、6艘巡邏艇、海軍步兵獨立營、330架作戰飛機等兵力。

## 指揮人員
司令
- 米海爾·伊萬諾維奇·阿拉波夫（俄语：Арапов, Михаил Иванович）少將：1939年8月 - 1943年2月
- 弗拉基米爾·亞歷山德羅維奇·安德烈耶夫（俄语：Андреев, Владимир Александрович (адмирал)）中將：1943年4月 - 蘇日戰爭結束